# Pārola
Pārola är en ort i Indien.   Den ligger i distriktet Jalgaon och delstaten Maharashtra, i den centrala delen av landet, 900 km söder om huvudstaden New Delhi. Pārola ligger 256 meter över havet och antalet invånare är 37 001.
Terrängen runt Pārola är platt. Runt Pārola är det ganska tätbefolkat, med 172 invånare per kvadratkilometer. Närmaste större samhälle är Amalner, 18,7 km norr om Pārola. Trakten runt Pārola består till största delen av jordbruksmark.